# Shiding
Shiding (chinesisch 石碇區, Pinyin Shídìng Qū, Pe̍h-ōe-jī Chio̍h-tiàⁿ Khu) ist ein Bezirk der Stadt Neu-Taipeh im Norden Taiwans, Republik China.

## Lage und Bedeutung

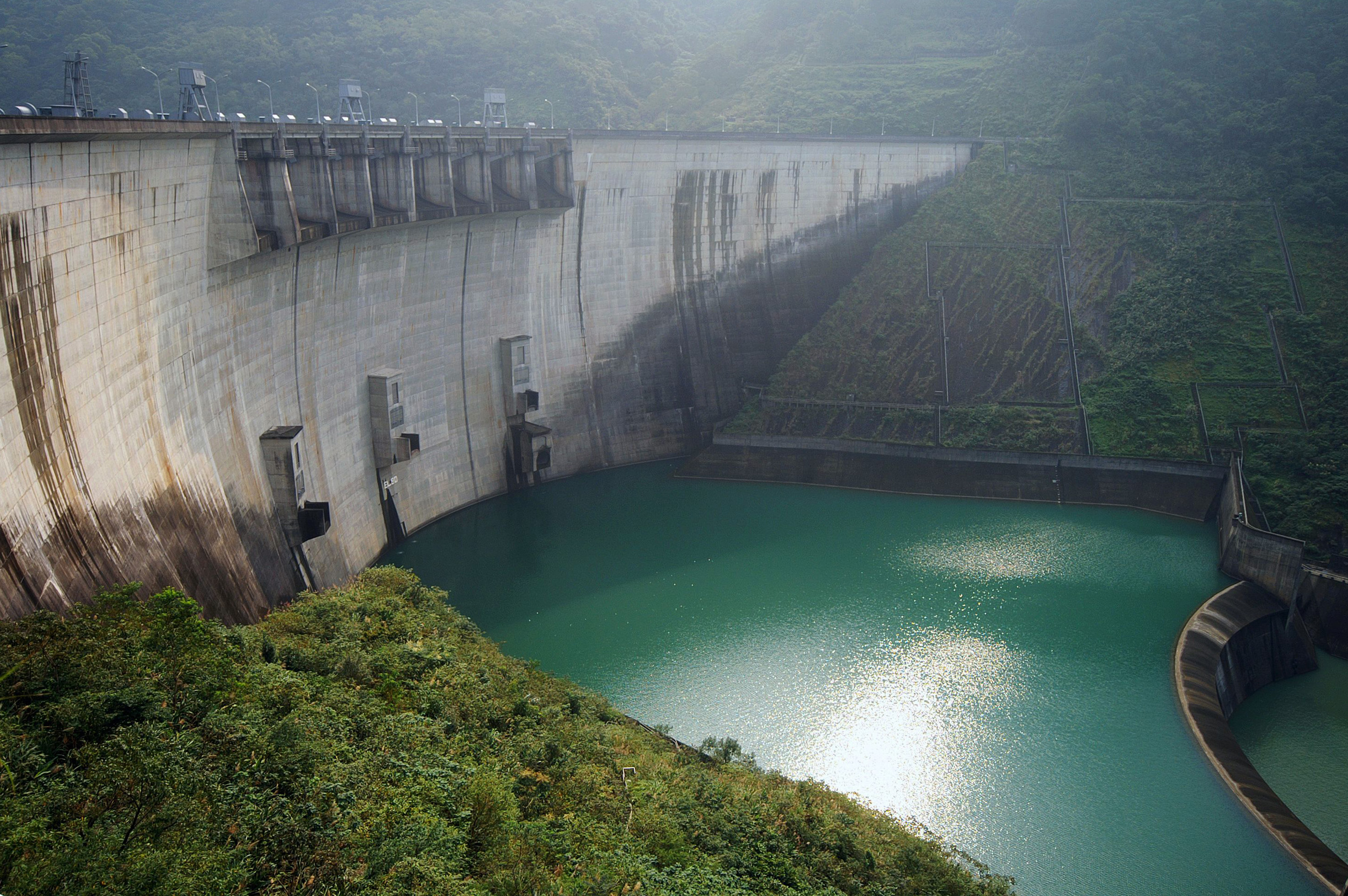
Die Feicui-Talsperre

Der überwiegend hügelige Bezirk liegt am südöstlichen Rand des Taipeh-Beckens. Er wird vom Fluss Beishi durchflossen. Seine Nachbarbezirke sind im Westen Xindian und Shenkeng, im Norden Xizhi, im Osten Pingxi und Pinglin sowie im Süden Wulai. Shiding gehört zu den flächenmäßig größten und dünn besiedeltsten Bezirken Neu-Taipehs. Aufgrund der hügeligen Lage gibt es nur wenig Landwirtschaft. Im 20. Jahrhundert erlangte Shiding durch seine Steinkohlevorkommen eine gewisse Bedeutung; der Abbau wurde in den letzten Jahrzehnten des Jahrhunderts jedoch stark zurückgefahren und im Jahr 2000 vollends eingestellt. Heute ist Shiding vor allem für den zum größten Teil auf seinem Gebiet liegenden Feicui-Stausee, den zweitgrößten Stausee Taiwans, bekannt.
In Shiding liegt die buddhistische Huafan-Universität.